# Medaglia per la lunga convivenza coniugale
La medaglia per la lunga convivenza coniugale (in polacco: Medal za Długoletnie Pożycie Małżeńskie) è un'onorificenza statale polacca istituita il 17 febbraio 1960 dalla Repubblica Polacca.
Viene assegnata annualmente dal presidente della repubblica polacca alle coppie che sono state sposate per almeno 50 anni, su istanza del presidente del voivodato competente.
Dall'anno di istituzione fino al 1992 (fine del periodo comunista) furono assegnate 445.070 medaglie, mentre dal negli anni 1992-2009 ulteriori 772.044 medaglie.